# Agioi Trimithias
Agioi Trimithias (em grego:  Άγιοι Τριμιθιάς) é uma vila localizada no distrito de Nicósia, Chipre. De acordo com o censo de 2011, sua população era de 1 529 habitantes. 